# Пономарёв, Александр Александрович
Алекса́ндр Алекса́ндрович Пономарёв (10 сентября 1921 — 17 января 2014) — советский военный деятель, пехотинец, разведчик, участник Великой Отечественной войны. Старшина в отставке, полный кавалер ордена Славы (8 июля 1944 года, 12 декабря 1944 года, 19 апреля 1945 года).

## Биография
Родился в деревне Большой Буртым Пермской губернии в семье крестьянина. По национальности — русский. В 1935 году окончил в родном селе 7 классов школы-семилетки и поступил в школу фабрично-заводского обучения по специальности «фрезеровщик», после окончания которой работал фрезеровщиком на моторостроительном заводе № 19 имени Дзержинского (ныне ОАО «Пермские моторы») в Перми.
В мае 1941 года был призван Верхне-Мулинским райвоенкоматом Молотовской области на срочную службу в Красную Армию, служил в Бресте. В связи с началом Великой Отечественной войны, с июня того же года участвовал в боях с захватчиками на Западном фронте. После переформирования части был направлен в автобатальон, воевал на Калининском фронте. Был ранен, после госпиталя окончил школу младших командиров и продолжил боевой путь в разведке.
Проходил службу в составе 875-го стрелкового полка (158-я стрелковая дивизия, 6-я гвардейская армия, 3-й Белорусский фронт) в качестве разведчика. В ночь на 23 июня 1944 года, старший сержант Пономарёв в составе группы проник в тыл противника у населенного пункта Худолово, расположенного в Витебском районе Витебской области, и участвовал в захвате «языка». Также, он лично сразил трёх гитлеровцев, пытавшихся отбить пленного. За этот подвиг, Пономарёв изначально был представлен к ордену Красной Звезды, но затем, приказом по 158-й стрелковой дивизии был награждён орденом Славы 3 степени.
К осени 1944 года был переведён в дивизионную разведку 154-й стрелковой дивизии, в составе которой он воевал до конца войны.
В ночь на 11 ноября 1944 года, старший сержант Пономарёв, будучи командиром отделения 239-й отдельной разведывательной роты (154-я стрелковая дивизия, 6-я гвардейская армия, 1-й Прибалтийский фронт), при выполнении разведывательного задания близ населенного пункта Лиэгенеки, расположенного на территории Латвии, напал на пулемет и расчет, а также захватил «языка». После этого, лично прикрывая отход группы, уничтожил несколько гитлеровцев, пытавшихся блокировать разведчиков его подразделения. Был представлен к награждению орденом Красного Знамени, но 12 декабря 1944 года, приказом по войскам 6-й гвардейской армии, за проявленные в этом бою мужество и отвагу он был награждён орденом Славы 2 степени.
Вскоре, 154-я стрелковая дивизия, в которой проходил службу Пономарёв, была передана в состав 2-й гвардейской армии, которая уже 20 декабря 1944 года была переподчинена 3-му Белорусскому фронту. Таким образом, несмотря на структурные изменения, он продолжил службу в том же боевом составе. 28 февраля 1945 года, в районе фольварка Розен, расположенного в Восточной Пруссии, в составе своего подразделения подобрался к позициям врага, и уничтожил вместе с бойцами около 10 гитлеровцев, гранатами подорвал огневую точку и захватил «языка». За подвиг был представлен командиром роты к награждению орденом Красного Знамени, однако, командир дивизии изменил статус награды, представив Пономарёва к ордену Славы 1-й степени.
Пока наградные документы ходили по инстанциями, в Восточной Пруссии успел отличиться еще несколько раз. Так, 11 марта 1945 года, находясь в очередном поиске, он с группой разведчиков захватил пленного, который дал ценные сведения. За этот подвиг был награждён орденом Отечественной войны 2-й степени. А уже 16 марта, совместно с группой разведчиков захватил дом лесника и участвовал в отражении нескольких атак противника, поддержанных артиллерией. Был ранен, но продолжал вести бой, лично уничтожил более 10 гитлеровцев, а также вынес с поля боя тяжело раненого офицера, командира взвода. Впоследствии, за мужество и отвагу проявленные в этом бою, был награждён орденом Красного Знамени.
Указом Президиума Верховного Совета СССР от 19 апреля 1945 года, за образцовое выполнение боевых заданий командования на фронте борьбы с немецкими захватчиками и проявленные при этом доблесть и мужество старший сержант Пономарёв был награждён орденом Славы 1 степени, став полным кавалером данного ордена.
Всего за годы Великой Отечественной войны Пономарёв добыл 50 «языков», был трижды легко ранен (14 августа 1943 года, 31 июля 1944 года и 16 марта 1945 года) и ни разу не был ранен тяжело.
В 1945 году вступил в ВКП(б). Через год после окончания войны, в 1946 году старшина Пономарёв был демобилизован, после чего жил в Перми. До 1982 года работал по специальности, полученной им до войны, на Пермском моторостроительном заводе им. Я. М. Свердлова.
Скончался в ночь на 17 января 2014 года в Перми на 93-м году жизни. Соболезнования родным и близким Пономарёва, в связи с его кончиной, выразил губернатор Пермского края Виктор Басаргин:

Пермский край понес тяжелую утрату — ушел из жизни настоящий герой Великой Отечественной войны, легендарный разведчик, взявший в плен 50 «языков», прошедший всю войну — от Бреста до Победы, полный кавалер ордена Славы.— из текста соболезнования Губернатора Пермского края Виктора Басаргина родственникам Александра Пономарёва

## Семья
- Был женат (женился в 1948 году), имел двоих детей, внуков и правнуков.
- Три родных брата — Павел, Николай и Федор погибли на фронтах Великой Отечественной войны.

## Награды
- орден Красного Знамени (22 апреля 1945 года)[6]
- орден Отечественной войны I степени (26 марта 1985 года)
- орден Отечественной войны II степени (22 октября 1944 года)[7]
- орден Славы трёх степеней
  - I степень 19 апреля 1945 года (орден № 139)[8]
  - II степень — 12 декабря 1944 года (орден № 9486)[9]
  - III степень — 8 июля 1944 года (орден № 38539)[10]
- медаль «За взятие Кёнигсберга» (3 июля 1943 года)[11]
- другие медали
- знак «Отличник-разведчик»